# Frédéric Guillaume de Cieszyn
Frédéric Guillaume de Cieszyn (en polonais: Fryderyk Wilhelm cieszyński, en tchèque: Bedřich Vilém Těšínský, en allemand: Friedrich Wilhelm von Teschen) est un prince de la dynastie Piast, né le 9 novembre 1601 et mort le 19 août 1625 à Cologne. Il règne sur le duché de Cieszyn à partir de 1617 ; à sa mort, la ligne masculine des Piast silésiens à Cieszyn s'éteignit.

## Biographie
Frédéric Guillaume est le 3e mais seul fils survivant du duc Adam Venceslas de Cieszyn et de son épouse Elisabeth († 19 novembre 1601), fille de Gotthard Kettler, duc de Courlande. Orphelin de mère en 1601, sa première éducation est confiée à des humanistes de Silésie. En 1611, comme son père et l'ensemble de sa famille, il abandonne la confession luthérienne pour se adopter le rite catholique. Frédéric Guillaume est alors envoyé terminer ses études chez les Jésuites de Munich en Bavière.
Le 13 juillet 1617 son père le duc Adam Venceslas meurt et  Frédéric Guillaume lui succède. Toutefois, du fait de son jeune âge, il reste à Munich jusqu'en 1624 et le gouvernement du duché est confié à in Conseil de Régence comprenant Charles d'Autriche-Styrie
Prince-évêque de Breslau, Charles Ier de Liechtenstein, duc d'Opava et de Krnov et Georges d'Oppersdorf, Starost d'Opole-Racibórz. Le pouvoir réel est cependant entre les mains de sa sœur aînée, Elisabeth Lucrèce de Cieszyn, qui est contrainte en 1618 d'épouser Gundakar de Liechtenstein, le frère de Charles Ier.
Pendant la décennie 1620 Cieszyn subit une épidémie de peste et de nombreux citoyens meurent. Le duché est ensuite ravagé par les combats du début de la Guerre de Trente Ans. Il est pillé par les armées des différents belligérants. En 1620 Skoczów est détruite et les protestants massacrés. En 1621, Cieszyn est plusieurs fois détruite par les troupes impériales sous le commandement du Colonel Charles Spinelli. Finalement en 1622 Cieszyn devient le champ de bataille où s'affrontent les armées protestantes de  Jean-Georges de Jägerndorf, et les troupes catholiques de Charles Hannibal de Dohna.
Le règne personnel de Frédéric Guillaume ne commence vraiment qu'en 1624 mais il n'a aucune incidence sur le duché car dès le début de 1625, il quitte Cieszyn pour servir l'empereur dans les  Pays-Bas espagnols, où il a obtenu un commandement militaire. Pendant le voyage pour s'y rendre il tombe malade brutalement et meurt le 19 aout 1625 à Cologne. Le corps de Frédéric Guillaume est inhumé dans l'église du couvent des dominicains de Cieszyn.

## Postérité
Frédéric Guillaume ne s'est jamais marié il laisse seulement une fille illégitime, Maria Magdalena (née vers 1624 -morte vers 1661), qui est légitimée et créée  Baronne de Hohenstein par décret impérial de Ferdinand III du Saint-Empire à Vienne le 8 mai 1640  Elle épouse d'abord  Tluck de Toschonowitz, maréchal du château de Cieszyn puis un certain Nicolas Rudzki.

## Sources
- (en) Cet article est partiellement ou en totalité issu de l’article de Wikipédia en anglais intitulé « Frederick William, Duke of Cieszyn » (voir la liste des auteurs), édition du 4 juillet 2014.
- (en) & (de) Peter Truhart, Regents of Nations, K. G Saur Münich, 1984-1988 (ISBN 359810491X), Art. « Teschen (Pol. Cieszyn) », p.  2.455.
- (de) Europaïsche Stammtafeln Vittorio Klostermann, Gmbh, Francfort-sur-le-Main, 2004  (ISBN 3465032926),  Die Herzoge von Auschwitz †1495/97, von Zator †1513 und von Tost †1464 sowie die Herzoge von Teschen 1315-1625 resp. 1653  des Stammes der Piasten  Volume III Tafel 16.